# Pheugopedius euophrys
Pheugopedius euophrys là một loài chim trong họ Troglodytidae.